# Meeri
Meeri (Duits: Meyershof) is een plaats in de Estlandse gemeente Nõo, provincie Tartumaa. De plaats heeft 345 inwoners (2021) en heeft de status van dorp (Estisch: küla).
De plaats ligt ca. 4 km ten noordwesten van Nõo, de hoofdplaats van de gemeente.

## Geschiedenis
In 1582 werd het landgoed van Meeri voor het eerst genoemd onder de naam Moizakiel. In 1591 had het de naam Moysekul (Estisch: Mõisaküla). Daarna werd het vernoemd naar Johann Meyer, een van de eigenaren van het landgoed: Meyershof (hof van Meyer). In het Estisch werd dat Meeri.
Oorspronkelijk viel het landgoed onder de Dom van Tartu. Later behoorde het achtereenvolgens toe aan de families Meyer, Boye en von Zalusky. In de jaren dertig van de 19e eeuw was het landgoed korte tijd in het bezit van de Russische schrijver Vasili Zjoekovski, die ook het landgoed van Unipiha bezat. Hij verkocht beide landgoederen al in 1841 aan Carl Johann von Seidlitz. De familie von Seidlitz was eigenaar van het landgoed tot het in 1919 door het net onafhankelijk geworden Estland werd onteigend. Een van de leden van de familie was de zoöloog Georg Karl Maria von Seidlitz (1840-1917), kenner van keversoorten.
Het landhuis van het landgoed is bewaard gebleven. Het dateert uit de eerste helft van de 19e eeuw, Het gebouw had oorspronkelijk maar één verdieping. In de jaren dertig van de 20e eeuw kreeg het landhuis er een verdieping bij. Het diende na 1919 eerst als weeshuis en na 1964 als kostschool. De school sloot in 1999; sindsdien staat het landhuis leeg.
In 1920 ontstond er een nederzetting Meeri op het terrein van het voormalige landgoed. In 1977 kreeg ze officieel de status van dorp.

## Foto's

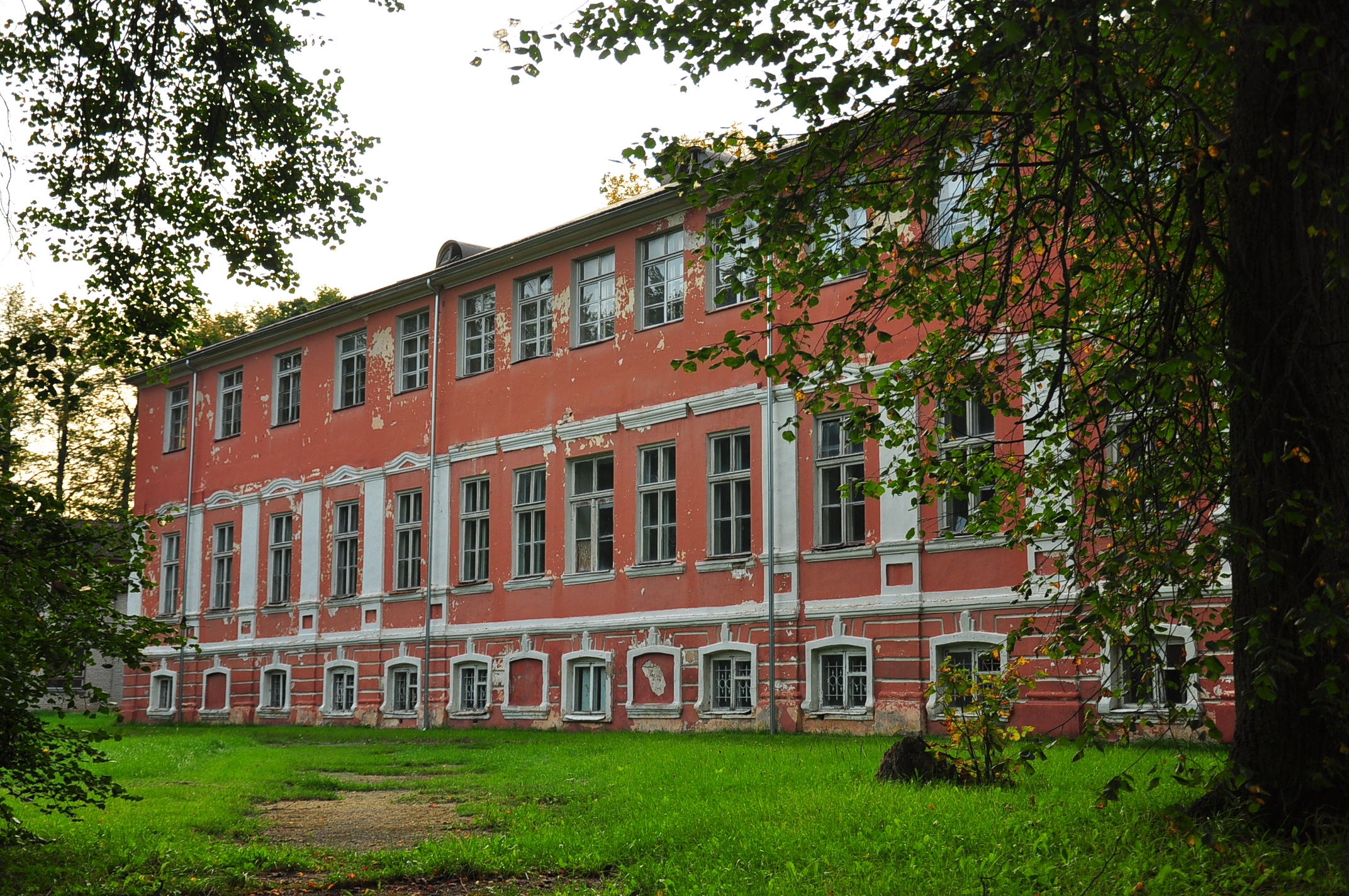
Het landhuis van Meeri
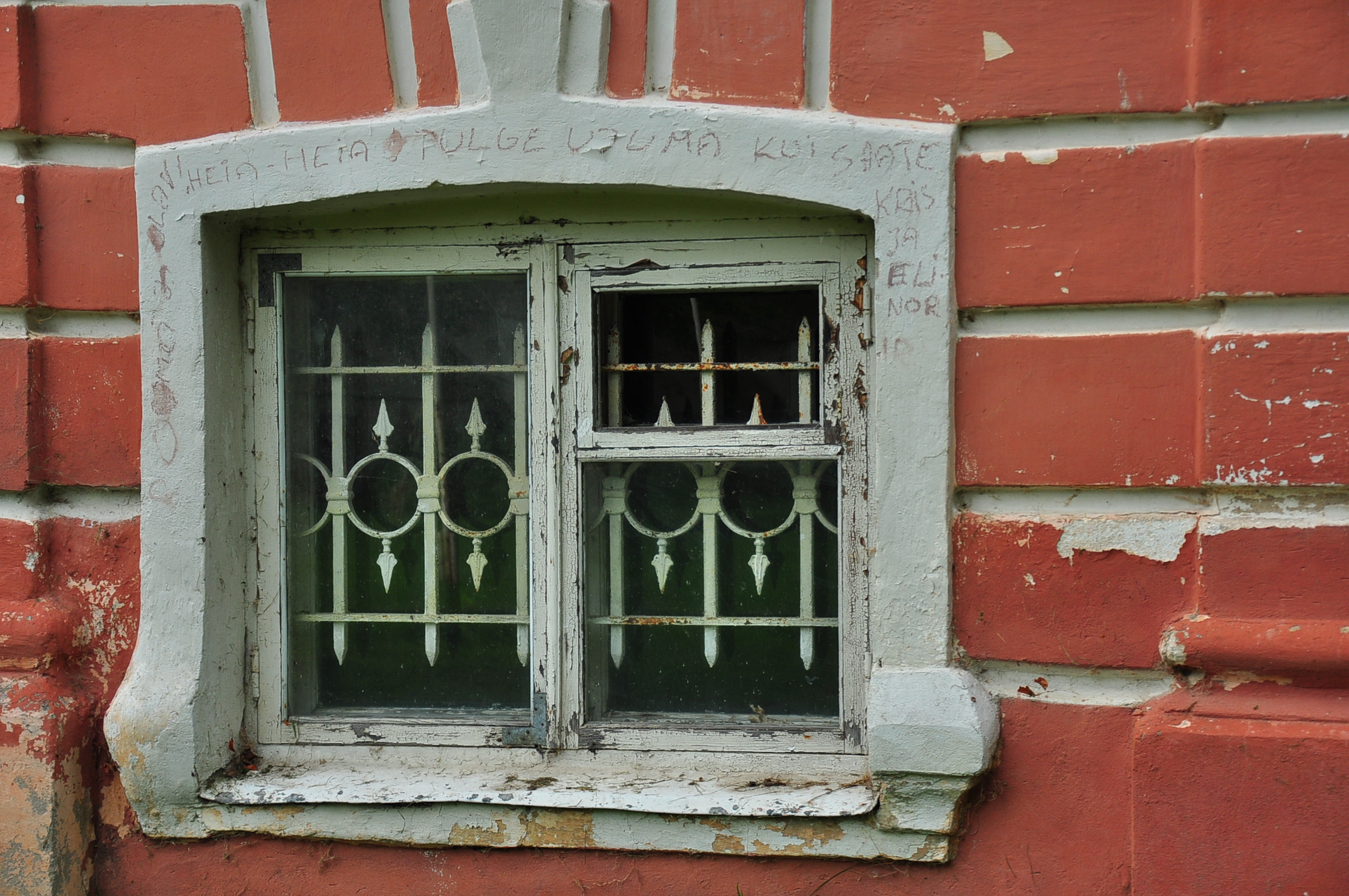
Een van de ramen
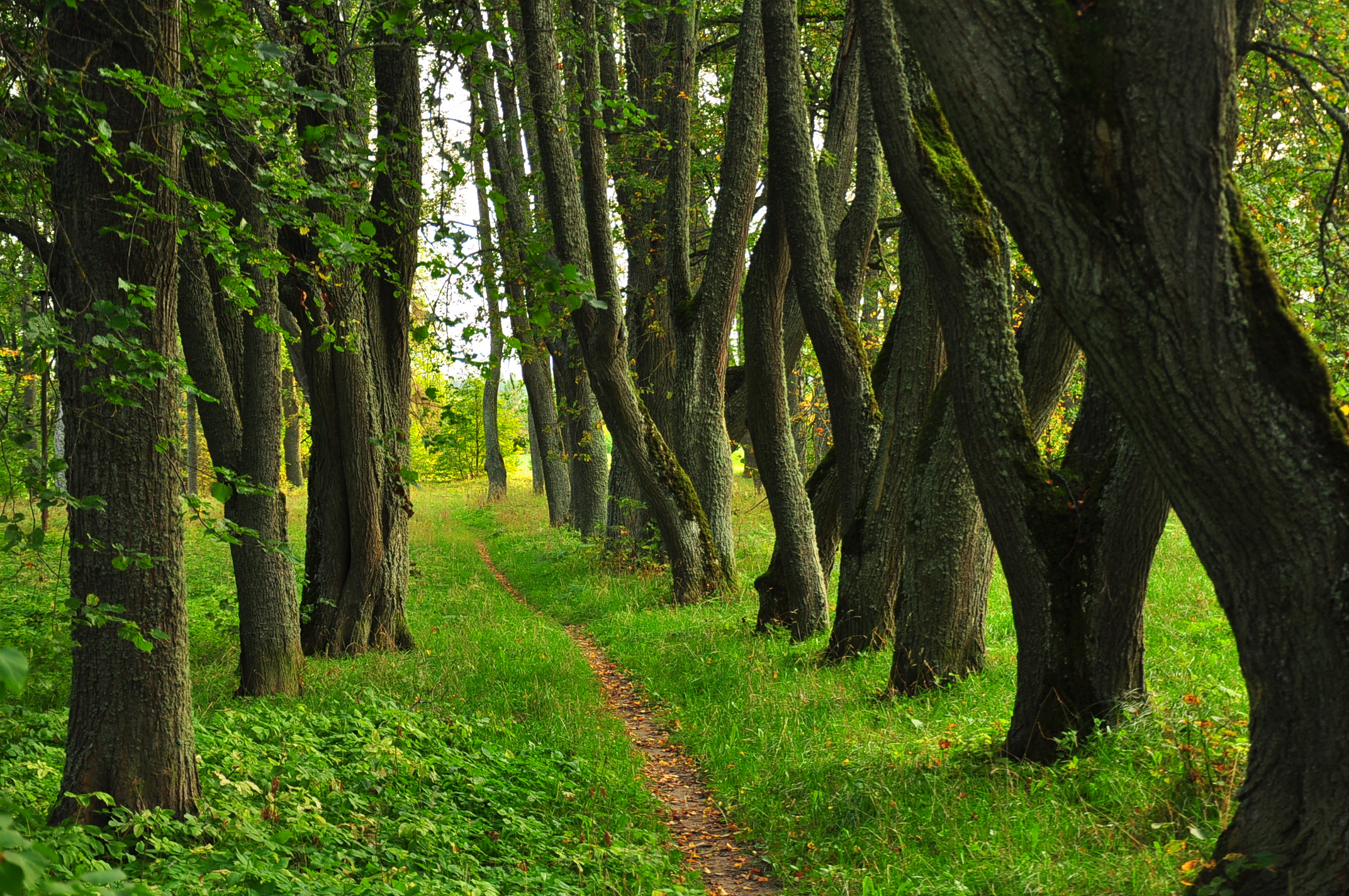
Het park bij het landhuis